# Gymnopilus brittoniae
Gymnopilus brittoniae là một loài nấm thuộc họ Cortinariaceae.